# Carugo
Carugo (lombardul: Carugh vagy Carüch) település Olaszországban, Lombardia régióban, Como megyében. Lakosainak száma 6555 fő (2023. január 1.). Carugo Brenna, Inverigo, Mariano Comense, Arosio és Giussano községekkel határos.

## Népesség
A település népessége az elmúlt években az alábbi módon változott:
| Lakosok száma | 6478 | 6536 | 6555 |
|               | 2017 | 2018 | 2023 |